# 恩泰姆河谷州

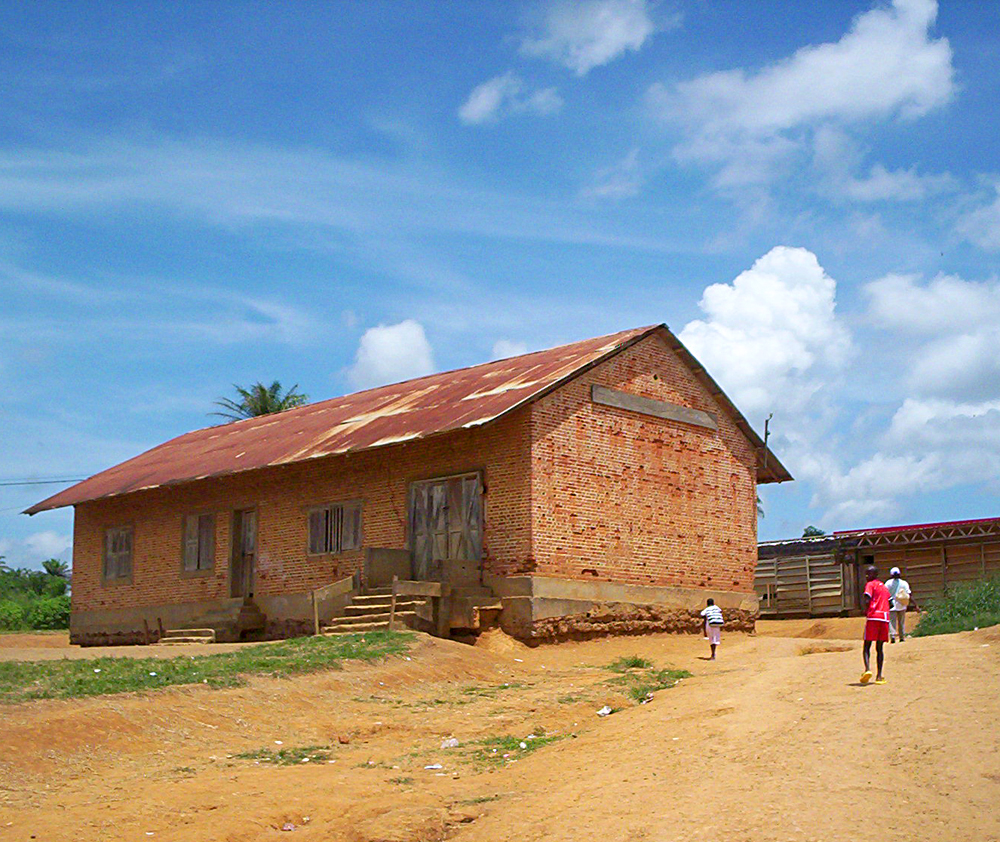

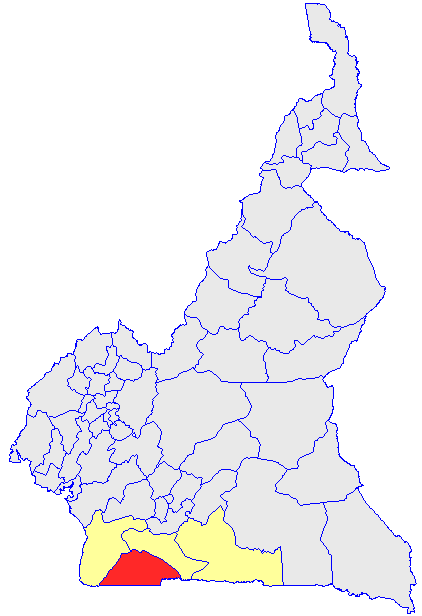

2°22′N 11°16′E / 2.367°N 11.267°E
恩泰姆河谷州（法語：Vallée-du-Ntem）是喀麥隆的58個州份之一，位於該國南部，由南部區負責管轄，西面是大洋州，面積7,303平方公里，2001年人口64,747，人口密度每平方公里8.9人。